# Steindorff-Liste
Als Steindorff-Liste wird eine Liste mit Bewertungen des Ägyptologen Georg Steindorff über das Verhalten deutscher Ägyptologen während der NS-Zeit im Deutschen Reich bezeichnet. Sie ist in einem Brief enthalten, den Steindorff im Juni 1945 an den US-amerikanischen Ägyptologen und Direktor des Oriental Institute der University of Chicago John A. Wilson schrieb. Die Liste nimmt in der Erforschung der Verstrickung der Ägyptologie in das NS-System eine zentrale Rolle ein.

## Hintergrund
Steindorff wurde aufgrund seiner jüdischen Herkunft aus Deutschland vertrieben und kam 1939 in die USA, wo er gegen Kriegsende in North Hollywood lebte. Steindorff war einer der profiliertesten Ägyptologen seiner Zeit. Gegen Ende des Zweiten Weltkrieges wurde er mehrfach aufgefordert, eine Einschätzung des Charakters und der Verstrickung deutscher und damit auch österreichischer Ägyptologen in das NS-System zu geben. Nachdem er sich anfangs noch weigerte, schrieb er im Juni einen Brief an Wilson, in dem er seine Einschätzung gab. Die Liste ist nicht ganz vollständig und in manchen Aussagen nicht korrekt, was aber an Steindorffs falschen Informationen lag. Insgesamt decken sich seine Beschreibungen in weiten Teilen mit den heutigen Erkenntnissen, wobei die Ägyptologie erst seit kurzem ihre eigene Fachgeschichte in der Neuzeit wissenschaftlich erforscht.

## Bewertungen
Die Bewertung in den ersten Abschnitten erfolgt in einer durchnummerierten Gewichtung, in der Negativ-Liste von schwer zu minder schwer verstrickt.

### Positiv
| Nummer | Name                 | Steindorffs Beschreibung | Wissenschaftlicher Stand |
| ------ | -------------------- | --- | ------------------------ |
| 1      | Alexander Scharff    | sein ganzes Leben NS-Gegner und Demokrat |                          |
| 2      | Rudolf Anthes        | stand zu seinen Freunden und Kollegen auch gegen Nationalsozialisten und wurde von NS-Kollegen als früherer Freimaurer denunziert                                                                                       |                          |
| 3      | Hans Bonnet          | wird als eine der edelsten Personen geschildert, die Steindorff je kennengelernt hatte. Er bot seinem früheren Lehrer nach der „Reichskristallnacht“ sogar Schutz und Unterbringung in einem Versteck in seinem Haus an |                          |
| 4      | Hans Wolfgang Müller | NS-Gegner und überaus talentierter junger Ägyptologe |                          |
| 5      | Herbert Ricke        | Exilant in der Schweiz, früherer Mitarbeiter des als Jude missliebigen Ludwig Borchardt |                          |
| 6      | Ludwig Keimer        | fanatischer NS-Gegner |                          |
| 7      | Bernhard von Bothmer | gemeinsam mit seinem Bruder Dietrich von Bothmer Exilant in den USA, da sie nicht mehr in diesem Deutschland leben wollten, kämpfte als Soldat in der US-Armee                                                          |                          |

### Negativ
| Nummer | Name             | Steindorffs Beschreibung | Wissenschaftlicher Stand |
| ------ | ---------------- | --- | --- |
| 1      | Hermann Grapow   | Fundamentalist, der zunächst heuchelte, ein Demokrat zu sein, später aber zum Erznazi (arch-Nazi) wurde. Verfolgte Personen, die nicht nationalsozialistisch gesinnt waren, schon wenn sie nicht den Hitlergruß verwendeten. Erreichte hohe Positionen an der Berliner Universität und der Preußischen Akademie der Wissenschaften. Nach Steindorff wurde Grapow von niemandem an Niedertracht übertroffen. | Enge Beziehungen zum Reichsminister für Wissenschaft, Erziehung und Volksbildung, Bernhard Rust. Nutzte seine Position für sein persönliches Fortkommen, aber auch um persönlich andersdenkende Ägyptologen wie den belgischen Ägyptologen Jean Capart verfolgen zu lassen und damit auch wissenschaftspolitisch Brüssel als das frankophone Zentrum der Ägyptologie und zu dieser Zeit einzige Zentrum der Ägyptologie, das den Vorrang Berlins angreifen konnte, zu schwächen. Eine Denunziation Hans Wolfgang Müllers, wie von Steindorff behauptet, ist aktenkundig, doch ist nicht angegeben, wer ihn denunzierte. Letztlich nutzte Grapow in vergleichsweise hohem Akademikeralter die Chancen, die sich durch den Umbruch nach der Machtergreifung der Nationalsozialisten boten, zum eigenen Fortkommen. |
| 2      | Alfred Hermann   | Ebenbild und engster Mitarbeiter Grapows | |
| 3      | Hermann Kees     | Militarist und Junker, bekämpfte offen und im Geheimen die Weimarer Republik, von Kopf bis Fuß Antidemokrat, als Konservativer zunächst NS-Gegner, der sich aber schnell anpasste und auf die neue Linie schwenkte. | Kees war Schüler Steindorffs und von diesem zunächst als Nachfolger in Leipzig vorgesehen, nahm den Ruf aber nicht an. |
| 4      | Hermann Junker   | Charakterlos; Gerüchte, er sei in Ägypten als Spion tätig gewesen, glaubt Steindorff nicht, da sich Junker niemals einer derartigen Gefahr ausgesetzt hätte. Hielt das Deutsche Archäologische Institut Kairo und seine Wohnung immer offen für Nationalsozialisten | |
| 5      | Wilhelm Czermak  | Steindorff weiß nur wenig, ist sich jedoch sicher, dass er ein Nationalsozialist ersten Ranges war | |
| 6      | Siegfried Schott | schon vor der „Machtergreifung“ Hitlerbewunderer. Als Gentleman allerdings kein Befürworter der Greueltaten der Nationalsozialisten | Nach 1945 wurde er wegen seiner Mitgliedschaft in verschiedenen NS-Organisationen (unter anderem seit dem 1. November 1942 in der NSDAP) entlassen. 1952 wurde er jedoch wieder Professor an der Universität Göttingen |
| 7      | Herbert Schädel  | Assistent Wolfs, diesem in der politischen Gesinnung ähnlich, aber kein talentierter Archäologe | |
| 8      | Günther Roeder   | Steindorff kann über seine politische Orientierung nichts sagen, vermutet aber eine Anpassung an das Regime, als Direktor des Berliner Ägyptischen Museums seit 1940 kann er kaum kein Nationalsozialist gewesen sein | |
| 9      | Uvo Hölscher     | wie Roeder ohne Museumszusatz | |

### Ohne Bewertung
| Nummer | Name                          | Steindorffs Beschreibung | Wissenschaftlicher Stand |
| ------ | ----------------------------- | --- | --- |
| 1      | Heinrich Schäfer              | Pan-Germanist, der sich wohl aber nicht den Nationalsozialisten angeschlossen hat. Steindorff wusste aber, dass Schäfer als Besucher am Nürnberger Reichsparteitag teilnehmen wollte. Ehemals enger Freund Steindorffs, den er aber später fallen ließ. Steindorff wollte nichts weiter Negatives über seinen früheren Freund sagen.                                | |
| 2      | Walther Wolf                  | Steindorff beschreibt seinen Nachfolger als schrecklichen Nazi, geht aber fälschlich davon aus, dass er im Krieg gefallen sei: Er starb tatsächlich erst 1973 in Hamburg. | |
| 3      | Friedrich Wilhelm von Bissing | schon sehr früh in den 1920er Jahren Mitglied der NSDAP, gut befreundet mit Rudolf Heß und mit dem Goldenen Parteiabzeichen ausgezeichnet. Später trat er aus der Partei aus und besuchte nach den 1938er Pogromen Steindorff, um ihm sein Bedauern über die Zustände auszusprechen. Der hochkulturelle Mensch unterschätzte die Ideologie der Nationalsozialisten. | trat 1925 der NSDAP bei, trat nicht aus der Partei aus, sondern wurde 1937 aus dieser ausgeschlossen, da er versuchte, zwischen evangelischer Kirche und NSDAP zu vermitteln. |

Diesem Abschnitt ist ein Hinweis auf jüngere Ägyptologen vorangestellt, die Steindorff nicht bewerten konnte oder wollte.

### Nicht erwähnt
| Name                            | Wissenschaftlicher Stand |
| ------------------------------- | --- |
| Heinrich Balcz (1898–1944)      | |
| Käthe Bosse (1910–1998)         | übersiedelte 1936 wegen ihrer jüdischen Herkunft nach England; wohl Steindorff unbekannt |
| Hellmut Brunner (1913–1997)     | seit 1937 Mitglied der NSDAP. Aufgrund der Aussage seines Lehrers Alexander Scharff wurde Brunner im Entnazifizierungsverfahren seine Stelle als wissenschaftlicher Assistent und Dozent entzogen und er durfte nicht wieder in einer amtlichen Eigenschaft oder in einer Dienst- oder Regierungsstelle beschäftigt werden. |
| Emma Brunner-Traut (1911–2008)  | |
| Fritz Hintze (1915–1993)        | |
| Helmuth Jacobsohn (1906–1994)   | „Halbjude“, konnte immerhin durch Protektion etwa des Rektors der Universität München, Walther Wüst, promovieren und später für den Kunsthistoriker Richard Hamann arbeiten; wohl Steindorff unbekannt |
| Otto Königsberger (1908–1999)   | vielversprechender Architekt, als Bauforscher bei Ludwig Borchardt in Ägypten, 1933 als Jude aus dem Staatsdienst entlassen, in Ägypten sicher vor Verfolgung, ging 1939 nach Indien, wo er als Stadtplaner Karriere machte                                                                                                 |
| Miriam Lichtheim (1914–2004)    | emigrierte 1933 nach Jerusalem und studierte dort bei Polotsky; wohl Steindorff unbekannt |
| Erich Lüddeckens (1913–2004)    | Mitarbeiter im Einsatzstab Reichsleiter Rosenberg (ERR) zur Plünderung von Kunstschätzen in der Ukraine, 1942 gemeinsam mit Georg Winter; sammelte „Deutschtumsakten“ in Melitopol, Leiter der ERR-Arbeitsgruppe Dnepropetrowsk, Einsatzleiter bei der ERR-„AG Ost-Ukraine“ in Charkiw und Berdjansk                        |
| Siegfried Morenz (1914–1970)    | |
| Eberhard Otto (1913–1974)       | |
| Hans Jakob Polotsky (1905–1991) | aus jüdischer Familie, emigrierte 1934 nach Jerusalem, wo er 1938 Professor für Ägyptisch und Semitische Sprachen wurde; wohl Steindorff unbekannt |
| Hermann Ranke (1878–1953)       | wurde 1937 aufgrund seiner Ehe mit der als halbjüdisch geltenden Marie Stein-Ranke vorzeitig emeritiert. Nach 1945 wurde diese Entscheidung zurückgenommen |
| Joachim Spiegel (1911–1989)     | |
| Hans Steckeweh (1905–1988)      | Architekt und Bauforscher |
| Hanns Stock (1908–1966)         | |